# HKS-1
Dimensions
Le HKS-1 est un Planeur biplace allemand de hautes performances conçu par Haase/Kensche/Schmetz vers 1950 et utilisant les dernières avancées en matière de profils à flux laminaire. Pour retarder le passage du flux laminaire au flux turbulent le HKS-1 n'a ni ailerons ni volets ni aérofreins articulés qui sont remplacés par un bord de fuite flexible. Deux exemplaires sont construits et établissent plusieurs records.

## Conception et développement
Pour réduire la traînée des ailes les concepteurs de planeurs ont déjà adopté les ailes à grand allongement qui réduisent la traînée induite par la portance. Pour améliorer la trainée due au profil la solution est de maintenir la laminarité du flux sur la plus grande partie possible de l'aile. Les profils de la série NACA 6 de la fin des années 1930 laissaient espérer un flux laminaire jusqu'à 70 % de la corde. Cependant, l'expérience acquise par les militaires pendant la Seconde Guerre mondiale montre que des objectifs beaucoup moins ambitieux sont difficiles à atteindre avec des éléments nuisant au respect du profil comme les revêtements rivetés, des interstices entre aile et gouvernes, l'armement, les trappes de service, etc. Après la guerre, les concepteurs de planeurs ont constaté que leurs revêtements  en bois collé pouvaient, avec du soin être plus lisses sur de longues distances que celles en métal, que les planeurs avaient moins de ruptures de surface d'aile que les machines militaires et que leurs vitesses plus faibles impliquaient des nombres de Reynolds plus faibles, favorables à un meilleur flux laminaire. De tels planeurs sont apparus à partir de 1950 et ont montré des améliorations frappantes en termes de performances.
Le HKS-1 est un planeur biplace en tandem, lancé pour la première fois en 1953, conçu pour être rapide mais aussi pour voler lentement dans les ascendances. Ses concepteurs ont choisi un profil NACA avec une épaisseur relative maximum de 14 % et capable de maintenir un flux laminaire sur 50 % de la corde à des coefficients de portance compris entre 0,5 et 0,9.
Le premier planeur à profils laminaires, le Ross-Johnson RJ-5, n'ayant atteint son potentiel qu'après que ses volets et spoilers ait été retirés et que les espaces en dessous des charnières d'ailerons aient été soigneusement obturés, les concepteurs ont décidé de retirer toutes les gouvernes articulées et de les remplacer par un gauchissement des ailes. Pour ce faire, le bord de fuite est flexible et contrôlable de l'emplanture au saumon de l'aile.
Le HKS-1 est construit en bois, en grande partie recouvert d'un sandwich contreplaqué / mousse plastique rigide / contreplaqué (PFP). Les ailes sont dotées de solides longerons à double caisson en épicéa et contreplaqué. Les nervures principales sont fabriquées en PFP et sont complétées par des nervures intermédiaires en mousse. Les deux premières couches du revêtement sandwich sont ajoutées à partir du bord d'attaque jusqu'à un longeron auxiliaire placé à 70 % de corde et usinées avec précision. La feuille de contreplaqué extérieure du sandwich PFP est ensuite enroulée en continu autour des couches intérieures et collée sur celles-ci, sans laisser d'espace. Un surfaçage final réduit l’ondulation maximum à 50 μm. Le contreplaqué extérieur est rainuré avant collage sur les 30 derniers % de la corde (ou il constitue tout le revêtement) pour rendre cette partie suffisamment souple pour être déformée sous l'action de parallélogrammes internes actionnés par des tiges de commande. Les bords de fuite peuvent être déformés en sens inverse pour agir comme ailerons ou dans le même sens pour modifier la courbure du profil. Les efforts aux commandes résultant de ce montage sont importants et le planeur est peu maniable.
L'aile est médiane avec un dièdre et une flèche inverse pour améliorer la visibilité depuis la place arrière. Le fuselage est coffré en PFP sur des cadres en PFP, la couche extérieure est en balsa pour faciliter la finition. Cette coque s'est avérée trop fragile et a été remplacée sur le deuxième planeur par une coque en fibre de verre. Le HKS-1 est équipé d'un roue principale entièrement rétractable et d'un patin avant avec une roue partiellement rétractable. En l'absence d'aérofreins, il utilise un parachute de queue à lanières. Son empennage en V est constitué de deux papillons écartés de 100° de construction similaire à celle des ailes.
Le HKS-1 effectue son premier vol à Düsseldorf en juillet 1953. Les premiers tests montrent un centrage arrière qui demande 10 litres de ballast d'eau dans le nez. Les vitesses sont élevées et la de finesse de 38:1. Avec deux pilotes à bord la charge alaire de 35 kg/m2 est élevée pour l'époque et augmente le rayon de virage minimum ce qui le défavorise face à des planeurs plus lents virant plus serré. Cette observation a conduit au développement du HKS-3, un planeur monoplace plus petit avec une charge alaire plus faible et d'autres modifications, mais de conception similaire au HSK-1,.
En 1955, un deuxième exemplaire, le HKS-1 V2, vole. Il est identique au HKS-1, à l'exception d'une diminution de 3° de la flèche inverse pour corriger le centrage arrière, et du remplacement du fragile revêtement du fuselage en balsa par de la fibre de verre. Cette deuxième machine est appelée HKS-2 par certains auteurs tandis que d'autres associent ce nom à un développement abandonné dès sa phase de conception.

## Historique opérationnel
Le HKS-1 a établi plusieurs records, battant deux fois le record allemand sur triangle de 100 km. Ernst Günter Haase l'utilise lors des Championnats du monde de vol à voile de 1954, qui se déroulent dans des conditions météorologiques défavorables à Camphill dans le Derbyshire. Les organisateurs n'ont pas anticipé le poids plus important de certains des planeurs les plus récents, dont le HKS-1 et ont dû acquérir d'urgence des treuils allemands plus puissants pour assurer les lancements. Haase termine en milieu de classement. Rolf Kunz pilote le HKS-1 lors des Championnats du monde suivants, organisés en Pologne en 1958. Après un vol d'environ 500 km le HKS-1 est totalement détruit dans un accident de la route lors de sa récupération.

## Planeurs exposés

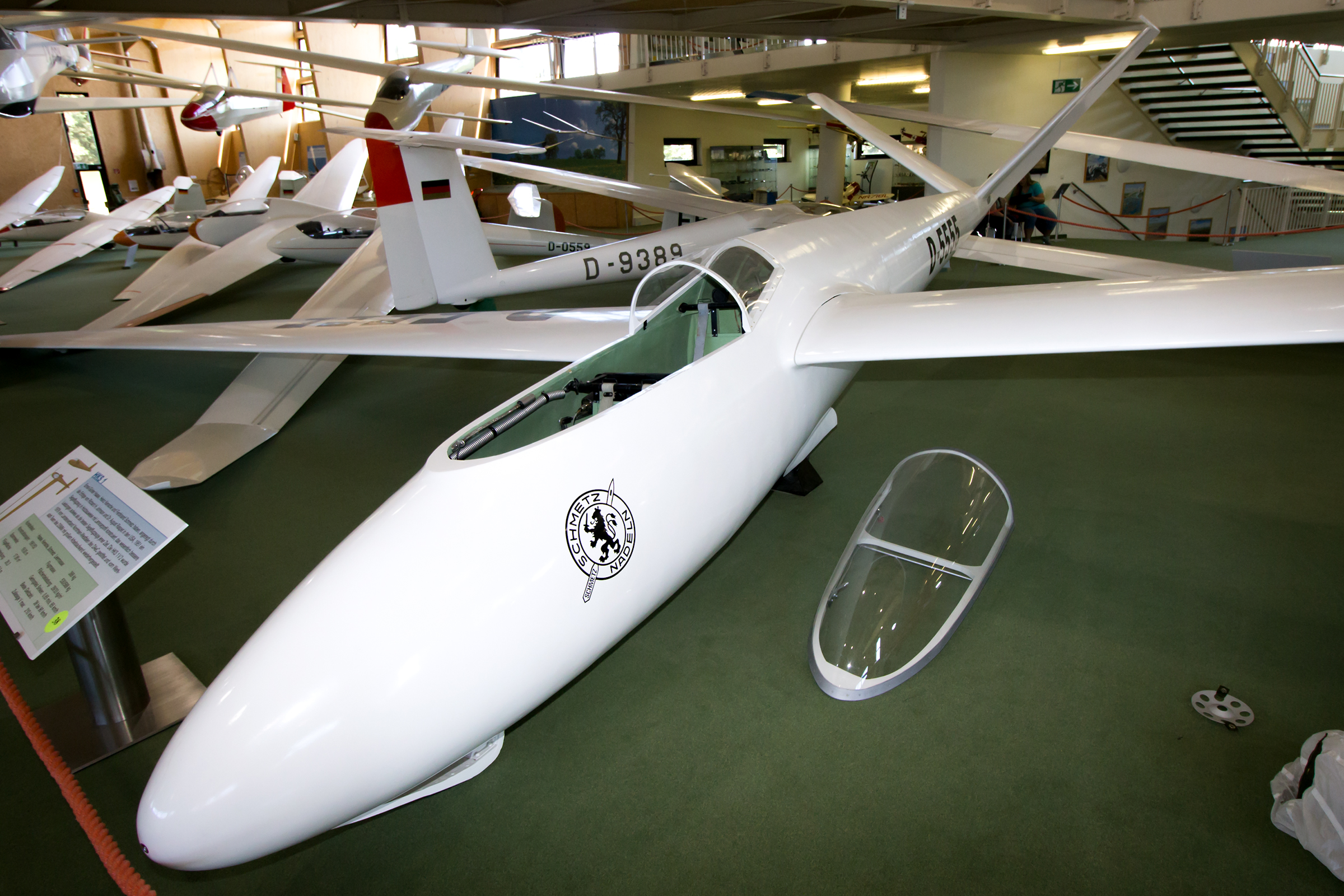
HKS-1 au Deutschen Segelflugmuseum

- HKS-1 au Deutschen SegelflugmuseumLe HKS-1 V2 est au Deutsches Segelflugmuseum mit Modellflug sur la Wasserkuppe où il peut être vu avec une autorisation préalable[5].

## Variantes
HSK-1 V1
Planeur original.
HKS-1 V2
Identique au HKS-1 V1, à l'exception d'une réduction de 3° de la flèche inverse et du revêtement extérieur du fuselage en fibre de verre.